# Messerschmitt Bf 161
Il Messerschmitt Bf 161 era un bimotore da ricognizione ad ala bassa realizzato dall'azienda tedesca Messerschmitt AG alla fine degli anni trenta.
Ideato come variante del Bf 110 B dal capoprogetto Robert Lusser e simile al bombardiere leggero Bf 162, il Bf 161 ebbe una gestazione lunga e pur possedendo i requisiti per il ruolo, il Reichsluftfahrtministerium gli preferì il Dornier Do 17.

## Storia del progetto
Lo sviluppo del progetto del Messerschmitt P.1035, sigla con cui erano identificati i progetti non ancora sottoposti al Reichsluftfahrtministerium (RLM), ebbe inizio all'allora Bayerische Flugzeugwerke AG (BFW) nel settembre 1934, quasi nello stesso periodo del concepimento del Bf 110. Ne ebbe l'incarico Robert Lusser che pensò di proporre all'RLM un velivolo multiruolo che avesse tra le sue possibilità di impiego quelle di bombardiere o ricognitore a lungo raggio. Lo sviluppo non si discostò molto dal Bf 110 tanto che sia l'ala, l'impennaggio di coda ed il carrello d'atterraggio risultarono molto simili e solo il muso, completamente vetrato per le esigenze di osservazione, lo distingueva nettamente dall'altro progetto. Benché inizialmente l'RLM si dichiarò interessato al progetto, i costanti miglioramenti introdotti al disegno originale si protrassero nel tempo e l'ordine emesso tra il 1935 ed il 1937 venne alla fine revocato per le immediate esigenze belliche che richiedevano velocemente un velivolo da assegnare alla Luftwaffe in quel ruolo, assolto dal Dornier Do 17. Tuttavia il progetto non venne interrotto e venne comunque richiesta l'ultimazione di due prototipi inizialmente previsti.
Il primo esemplare completato, denominato Bf 161 V1 ed immatricolato D-AABA, venne portato in volo per la prima volta il 9 marzo 1938 spinto da due Junkers Jumo 210 da 640 PS (470 kW) ciascuno. Il secondo prototipo, il Bf 161 V2 (D-AOFI), motorizzato invece con due più potenti Daimler-Benz DB 600 A capaci di 960 PS (706 kW) l'uno, si staccò da terra nel suo volo inaugurale il successivo 30 agosto 1938. Tuttavia venne deciso di non avviarlo alla produzione in quanto non si ritenne necessario introdurre un nuovo modello che le varianti del Bf 110 avrebbero potuto svolgere efficacemente il ruolo di ricognitore richiesto.

## Impiego operativo
I due esemplari vennero comunque utilizzati presso Rechlin come banco prova volante per le nuove soluzioni applicabili ai Bf 110 ed a futuri progetti. Inoltre il Bf 161 V2 venne utilizzato come aereo da traino per il prototipo senza motore del Messerschmitt Me 163 Komet.

## Utilizzatori
Germania
- Luftwaffe